# Saint-Aventin
Pour les articles homonymes, voir Aventin (homonymie).
Saint-Aventin est une commune française située dans le sud-ouest du département de la Haute-Garonne en région Occitanie.
Sur le plan historique et culturel, la commune est dans le pays de Comminges, correspondant à l’ancien comté de Comminges, circonscription de la province de Gascogne située sur les départements actuels du Gers, de la Haute-Garonne, des Hautes-Pyrénées et de l'Ariège. Exposée à un climat de montagne, elle est drainée par le Neste d'Oueil, la Neste d'Oô, le Lis, le ruisseau de gourron et par divers autres petits cours d'eau. La commune possède un patrimoine naturel remarquable : deux sites Natura 2000 (les « vallées du Lis, de la Pique et d'Oô » et la « haute vallée de la Pique ») et quatre zones naturelles d'intérêt écologique, faunistique et floristique.
Saint-Aventin est une commune rurale qui compte 63 habitants en 2022, après avoir connu un pic de population de 415 habitants en 1846. Elle fait partie de l'aire d'attraction de Bagnères-de-Luchon.
Ses habitants sont appelés les Saint-Aventinois.
Le patrimoine architectural de la commune comprend un immeuble protégé au titre des monuments historiques : l'église Saint-Aventin-de-Larboust, classée en 1840.

## Géographie

### Localisation
La commune de Saint-Aventin se trouve dans le département de la Haute-Garonne, en région Occitanie et est frontalière avec l'Espagne (Aragon).
Elle se situe à 115 km à vol d'oiseau de Toulouse, préfecture du département, à 37 km de Saint-Gaudens, sous-préfecture, et à 4 km de Bagnères-de-Luchon, bureau centralisateur du canton de Bagnères-de-Luchon dont dépend la commune depuis 2015 pour les élections départementales.
La commune fait en outre partie du bassin de vie de Bagnères-de-Luchon.
Les communes les plus proches sont : 
Castillon-de-Larboust (1,0 km), Benque-Dessous-et-Dessus (1,2 km), Cazeaux-de-Larboust (1,3 km), Trébons-de-Luchon (1,6 km), Saccourvielle (1,6 km), Billière (1,7 km), Saint-Paul-d'Oueil (2,2 km), Garin (2,4 km).
Sur le plan historique et culturel, Saint-Aventin fait partie du pays de Comminges, correspondant à l’ancien comté de Comminges, circonscription de la province de Gascogne située sur les départements actuels du Gers, de la Haute-Garonne, des Hautes-Pyrénées et de l'Ariège.
Saint-Aventin est limitrophe de sept autres communes dont une en Espagne.
Les communes limitrophes sont  Bagnères-de-Luchon, Benque-Dessous-et-Dessus, Castillon-de-Larboust, Cazarilh-Laspènes et Trébons-de-Luchon.
| Billière (par un quadripoint) | Benque-Dessous-et-Dessus | Trébons-de-Luchon, Cazarilh-Laspènes |
| Castillon-de-Larboust         | Saint-Aventin,           | Bagnères-de-Luchon                   |
|                               | Benasque (Espagne)       |                                      |

### Géologie et relief
La superficie de la commune est de 1 740 hectares ; son altitude varie de 679  à   1 676 mètres.

### Hydrographie

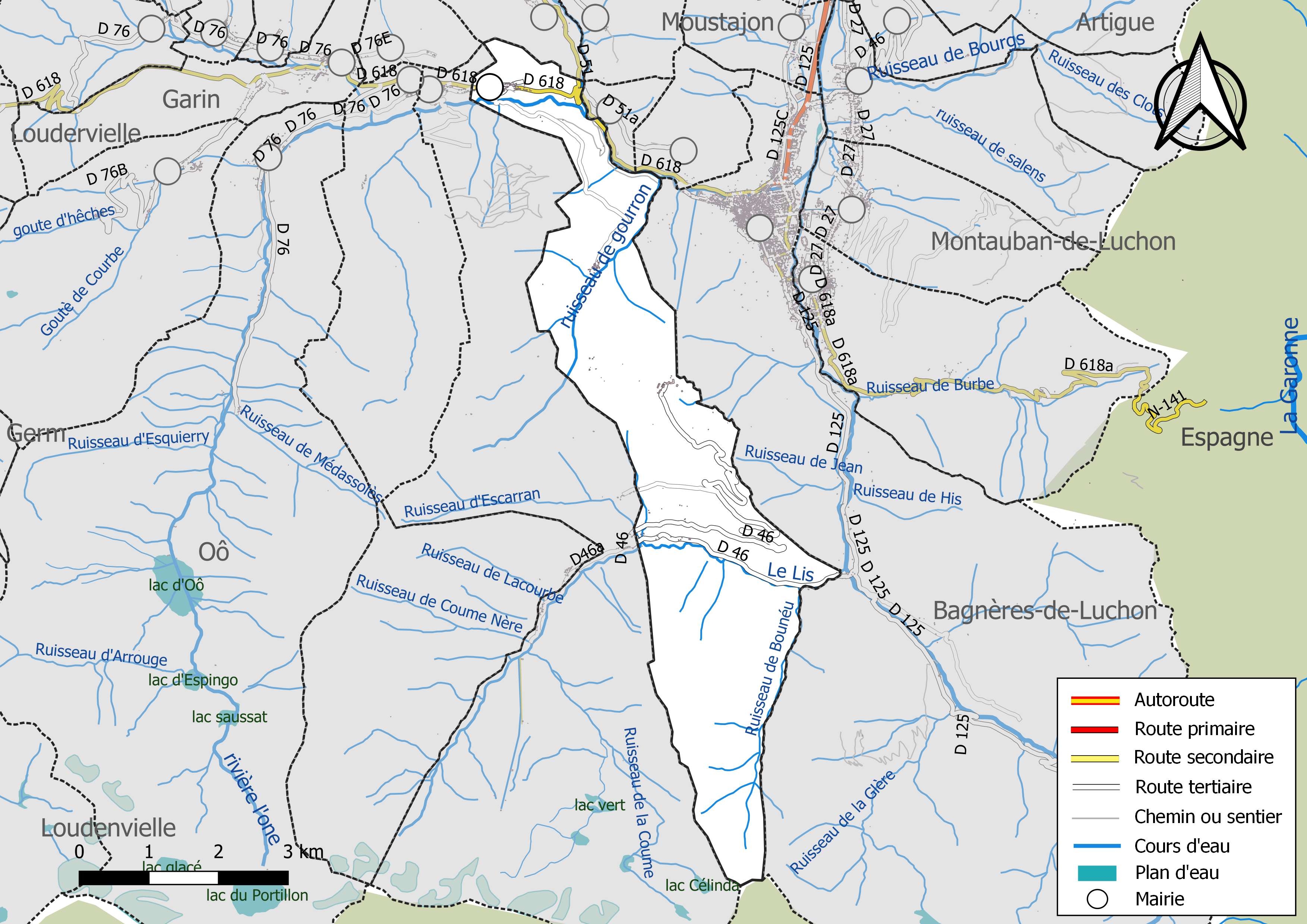
Réseaux hydrographique et routier de Saint-Aventin.

La commune est dans le bassin de la Garonne, au sein du bassin hydrographique Adour-Garonne. Elle est drainée par la Neste d'Oueil, la Neste d'Oô, le Lis, le ruisseau de gourron, le ruisseau de Bagnartigue, le ruisseau de Bounéu, le ruisseau de l'Espone, le ruisseau de Sarriou, le ruisseau d'Escarran, le ruisseau d'Estrangouillet, le ruisseau du Dèves et par divers petits cours d'eau, constituant un réseau hydrographique de 22 km de longueur totale,.
La Neste d'Oueil, d'une longueur totale de 12 km, prend sa source dans la commune de Bourg-d'Oueil et s'écoule vers le sud-est. Elle se jette dans la rivière l'One sur le territoire communal, après avoir traversé 9 communes.
La Neste d'Oô, d'une longueur totale de 20,9 km, prend sa source dans la commune d'Oô et s'écoule vers le nord puis se réoriente vers l'est. Elle traverse la commune et se jette dans la Pique à Bagnères-de-Luchon, après avoir traversé 7 communes.

### Climat
Pour des articles plus généraux, voir Climat de l'Occitanie et Climat de la Haute-Garonne.
En 2010, le climat de la commune est de type climat de montagne, selon une étude s'appuyant sur une série de données couvrant la période 1971-2000. En 2020, Météo-France publie une typologie des climats de la France métropolitaine dans laquelle la commune est exposée à un climat de montagne ou de marges de montagne et est dans la région climatique Pyrénées centrales, caractérisée par une pluviométrie annuelle de 1 000 à 1 200 mm.
Pour la période 1971-2000, la température annuelle moyenne est de 9,4 °C, avec une amplitude thermique annuelle de 14,6 °C. Le cumul annuel moyen de précipitations est de 1 116 mm, avec 9,6 jours de précipitations en janvier et 8,2 jours en juillet. Pour la période 1991-2020, la température moyenne annuelle observée sur la station météorologique la plus proche, située sur la commune de Bagnères-de-Luchon à 4 km à vol d'oiseau, est de 11,5 °C et le cumul annuel moyen de précipitations est de 940,5 mm,. Pour l'avenir, les paramètres climatiques de la commune estimés pour 2050 selon différents scénarios d'émission de gaz à effet de serre sont consultables sur un site dédié publié par Météo-France en novembre 2022.

### Milieux naturels et biodiversité

#### Réseau Natura 2000

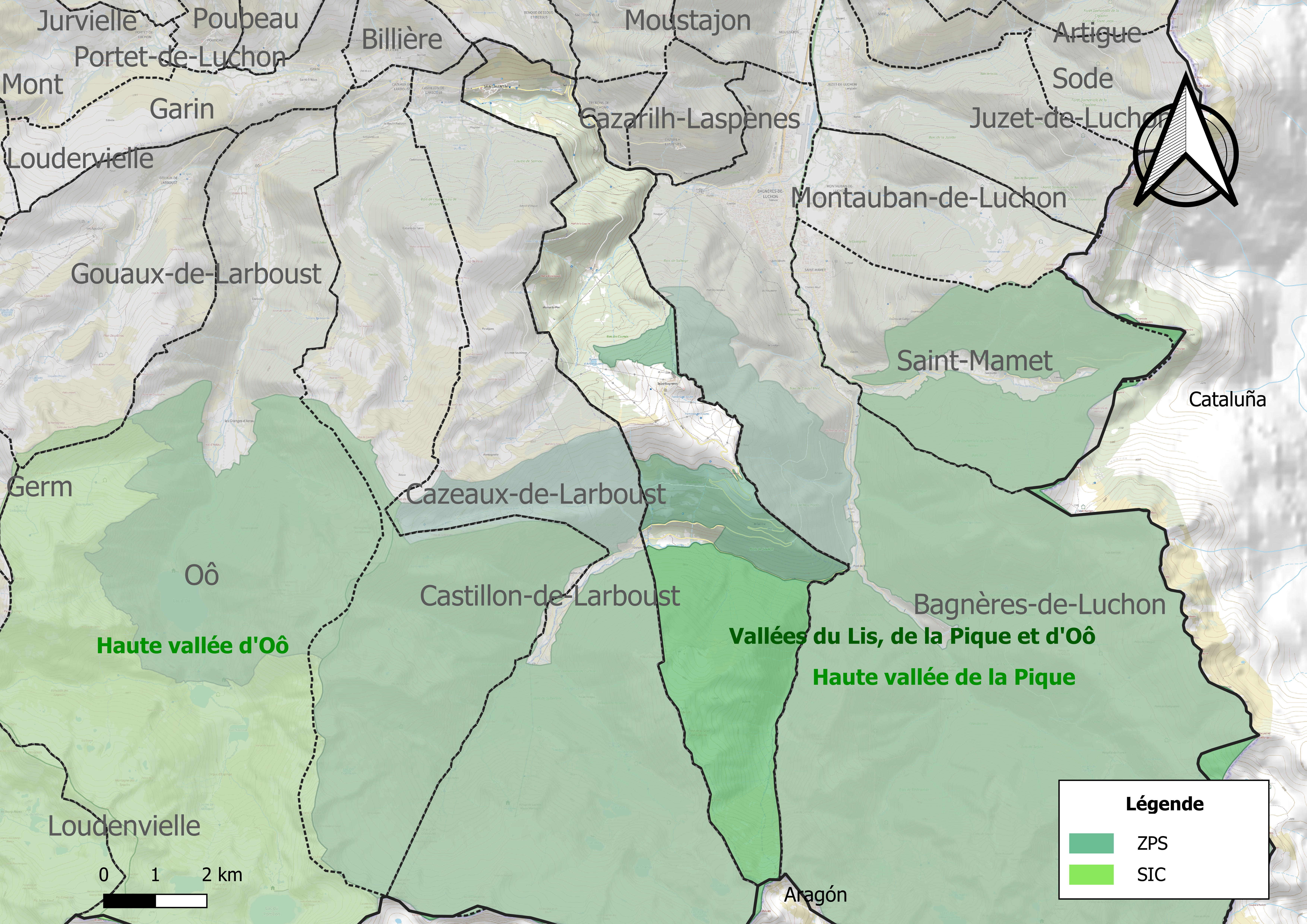
Site Natura 2000 sur le territoire communal.

Le réseau Natura 2000 est un réseau écologique européen de sites naturels d'intérêt écologique élaboré à partir des directives habitats et oiseaux, constitué de zones spéciales de conservation (ZSC) et de zones de protection spéciale (ZPS).
Un site Natura 2000 a été défini sur la commune au titre de la directive habitats :
- la « haute vallée de la Pique », d'une superficie de 8 251 ha, une haute-vallée glaciaire divisée en deux vallons principaux surplombés par une chaîne de sommets dépassant à l'est les 3 000 mètres pour sept d'entre eux, avec la présence de glaciers[22]

et un au titre de la directive oiseaux : 
- les « vallées du Lis, de la Pique et d'Oô », d'une superficie de 10 515 ha, hébergeant une avifaune de montagne bien représentée avec treize espèces de l'Annexe 1 se reproduisant sur le site. Parmi ces espèces figurent des populations remarquables pour l'Aigle Royal, la Chouette de Tengmalm, le Grand Tétras, le Lagopède alpin, le Pic à dos blanc, le Gypaète barbu, le Milan Royal et le Faucon pèlerin[23].

#### Zones naturelles d'intérêt écologique, faunistique et floristique

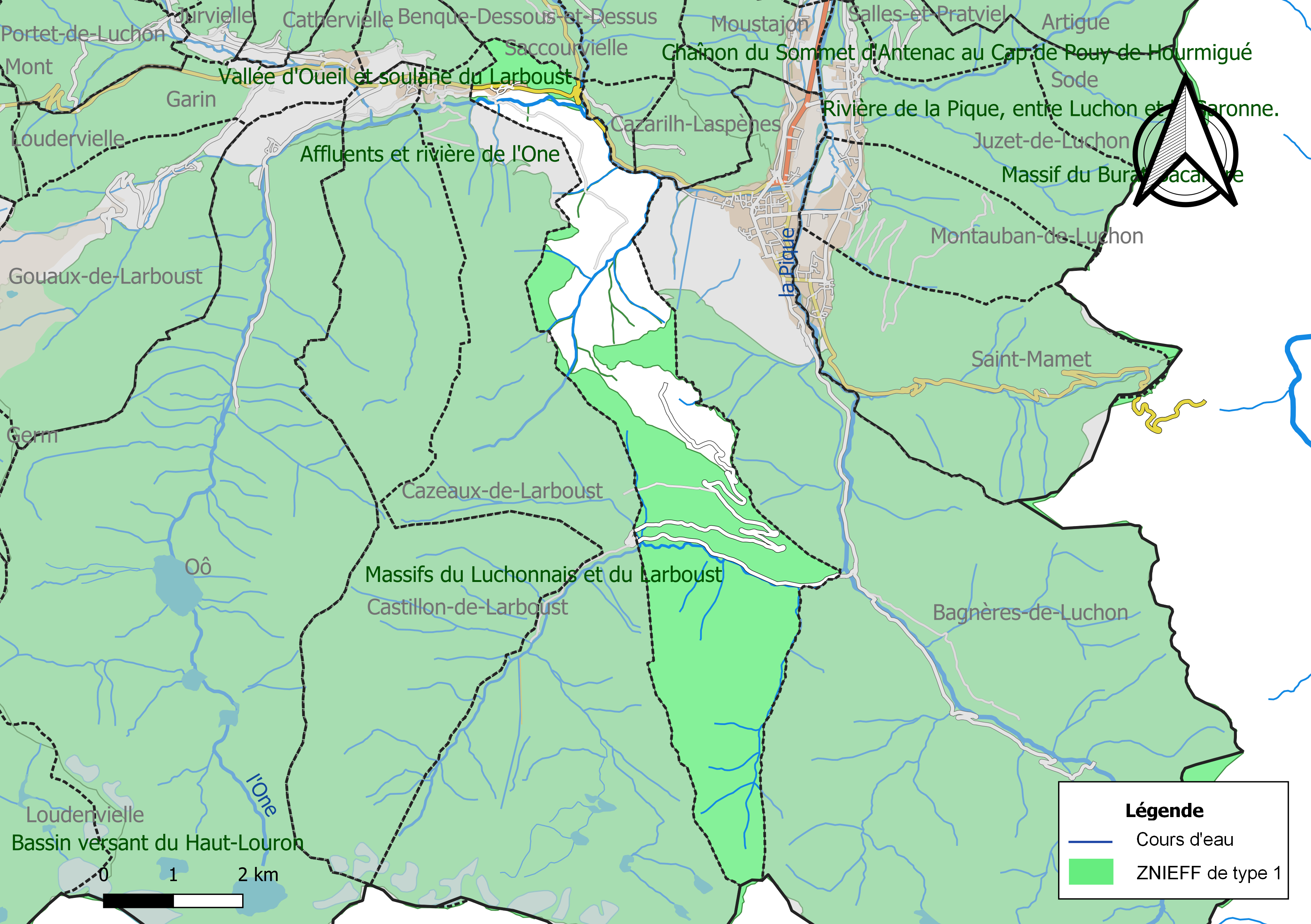
Carte des ZNIEFF de type 1 localisées sur la commune.

L’inventaire des zones naturelles d'intérêt écologique, faunistique et floristique (ZNIEFF) a pour objectif de réaliser une couverture des zones les plus intéressantes sur le plan écologique, essentiellement dans la perspective d’améliorer la connaissance du patrimoine naturel national et de fournir aux différents décideurs un outil d’aide à la prise en compte de l’environnement dans l’aménagement du territoire.
Trois ZNIEFF de type 1 sont recensées sur la commune :
- les « affluents et rivière de l'One » (61 ha), couvrant 12 communes du département[25] ;
- les « massifs du Luchonnais et du Larboust » (16 267 ha), couvrant 13 communes dont dix dans la Haute-Garonne et trois dans les Hautes-Pyrénées[26],
- la « vallée d'Oueil et soulane du Larboust » (6 150 ha), couvrant 27 communes dont 21 dans la Haute-Garonne et six dans les Hautes-Pyrénées[27] ;

et une ZNIEFF de type 2, : 
la « Haute montagne en Haute-Garonne » (33 294 ha), couvrant 49 communes dont 41 dans la Haute-Garonne et huit dans les Hautes-Pyrénées.

## Urbanisme

### Typologie
Au 1er janvier 2024, Saint-Aventin est catégorisée commune rurale à habitat dispersé, selon la nouvelle grille communale de densité à sept niveaux définie par l'Insee en 2022.
Elle est située hors unité urbaine. Par ailleurs la commune fait partie de l'aire d'attraction de Bagnères-de-Luchon, dont elle est une commune de la couronne,. Cette aire, qui regroupe 44 communes, est catégorisée dans les aires de moins de 50 000 habitants,.

### Occupation des sols
L'occupation des sols de la commune, telle qu'elle ressort de la base de données européenne d’occupation biophysique des sols Corine Land Cover (CLC), est marquée par l'importance des forêts et milieux semi-naturels (97,1 % en 2018), une proportion identique à celle de 1990 (97,1 %). La répartition détaillée en 2018 est la suivante : 
forêts (62,3 %), milieux à végétation arbustive et/ou herbacée (32,9 %), prairies (2,2 %), espaces ouverts, sans ou avec peu de végétation (1,9 %), zones urbanisées (0,7 %). L'évolution de l’occupation des sols de la commune et de ses infrastructures peut être observée sur les différentes représentations cartographiques du territoire : la carte de Cassini (XVIIIe siècle), la carte d'état-major (1820-1866) et les cartes ou photos aériennes de l'IGN pour la période actuelle (1950 à aujourd'hui).

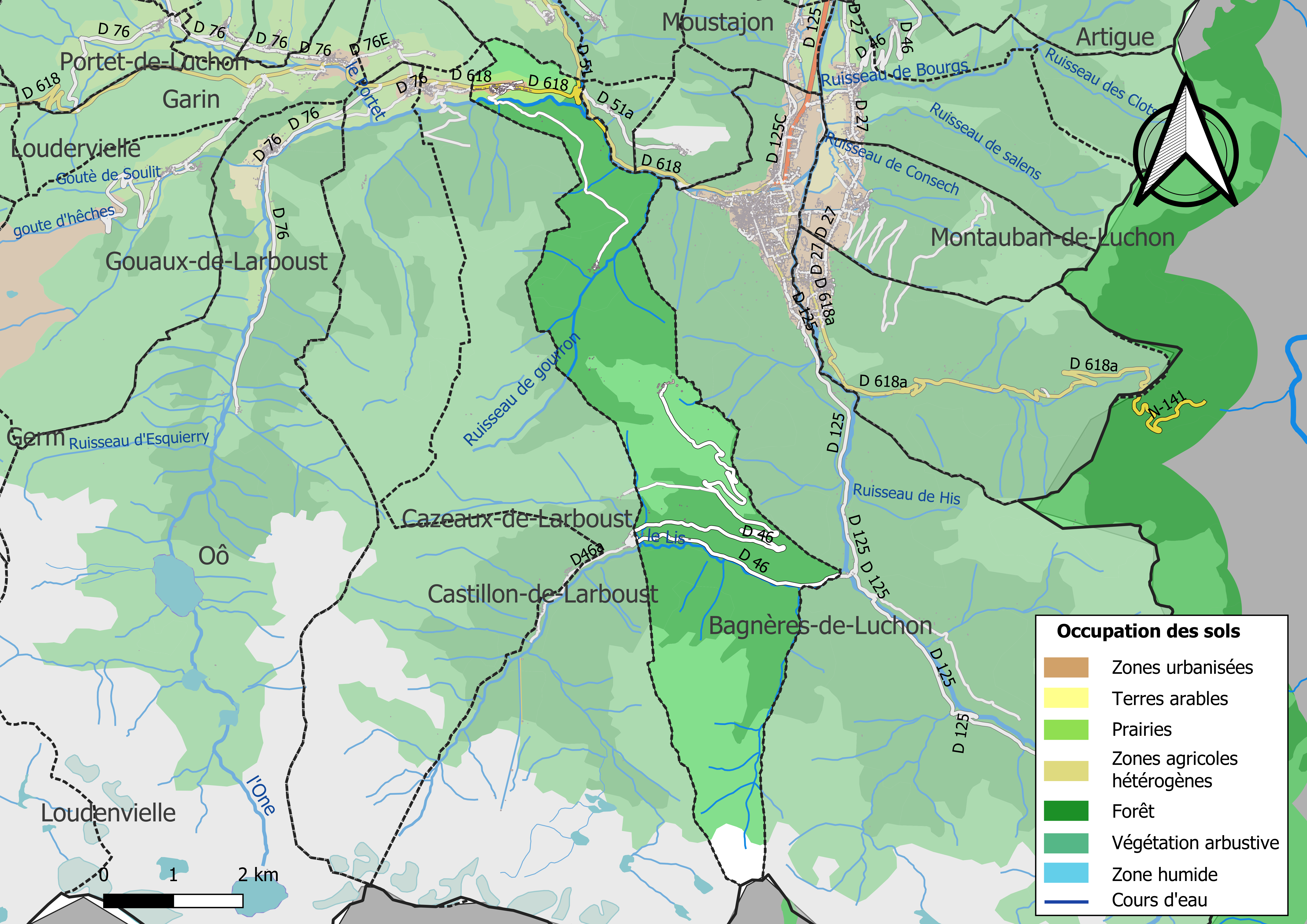
Carte des infrastructures et de l'occupation des sols de la commune en 2018 (CLC).

### Voies de communication et transports
Accès par l'autoroute A64 sortie no 17 puis la route départementale 125c et la route départementale 618, ainsi qu'avec le réseau Arc-en-ciel ainsi qu'en gare de Luchon située sur la ligne de Montréjeau à Luchon.

### Risques majeurs
Le territoire de la commune de Saint-Aventin est vulnérable à différents aléas naturels : météorologiques (tempête, orage, neige, grand froid, canicule ou sécheresse), inondations, feux de forêts, mouvements de terrains, avalanche  et séisme (sismicité moyenne). Il est également exposé à un risque technologique, la rupture d'un barrage, et à un risque particulier : le risque de radon. Un site publié par le BRGM permet d'évaluer simplement et rapidement les risques d'un bien localisé soit par son adresse soit par le numéro de sa parcelle.

#### Risques naturels
Certaines parties du territoire communal sont susceptibles d’être affectées par le risque d’inondation par débordement de cours d'eau, notamment le Neste d'Oueil. La commune a été reconnue en état de catastrophe naturelle au titre des dommages causés par les inondations et coulées de boue survenues en 1982, 1999, 2009 et 2013,.
Un plan départemental de protection des forêts contre les incendies a été approuvé par arrêté préfectoral du 25 septembre 2006. Saint-Aventin est exposée au risque de feu de forêt du fait de la présence sur son territoire du massif des Pyrénées. Il est ainsi défendu aux propriétaires de la commune et à leurs ayants droit de porter ou d’allumer du feu dans l'intérieur et à une distance de 200 mètres des bois, forêts, plantations, reboisements ainsi que des landes. L’écobuage est également interdit, ainsi que les feux de type méchouis et barbecues, à l’exception de ceux prévus dans des installations fixes (non situées sous couvert d'arbres) constituant une dépendance d'habitation,

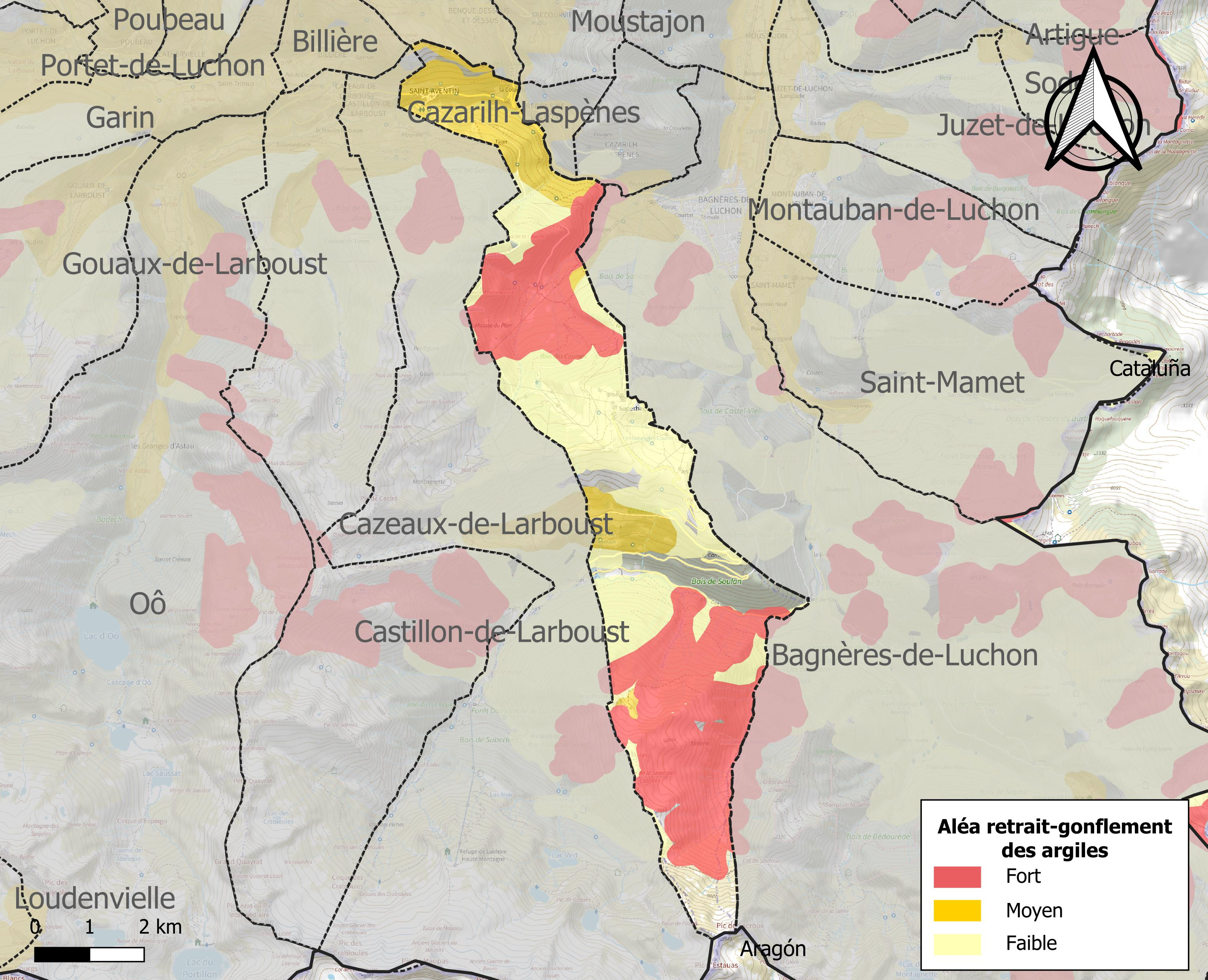
Carte des zones d'aléa retrait-gonflement des sols argileux de Saint-Aventin.

La commune est vulnérable au risque de mouvements de terrains constitué principalement du retrait-gonflement des sols argileux. Cet aléa est susceptible d'engendrer des dommages importants aux bâtiments en cas d’alternance de périodes de sécheresse et de pluie. 57,9 % de la superficie communale est en aléa moyen ou fort (88,8 % au niveau départemental et 48,5 % au niveau national). Sur les 133 bâtiments dénombrés sur la commune en 2019, 126 sont en aléa moyen ou fort, soit 95 %, à comparer aux 98 % au niveau départemental et 54 % au niveau national. Une cartographie de l'exposition du territoire national au retrait gonflement des sols argileux est disponible sur le site du BRGM,.
Par ailleurs, afin de mieux appréhender le risque d’affaissement de terrain, l'inventaire national des cavités souterraines permet de localiser celles situées sur la commune.
Concernant les mouvements de terrains, la commune a été reconnue en état de catastrophe naturelle au titre des dommages causés par des mouvements de terrain en 1999.

#### Risques technologiques
La commune est en outre située en aval du barrage du Portillon sur la Neste d'Oô. À ce titre elle est susceptible d’être touchée par l’onde de submersion consécutive à la rupture de cet ouvrage.

#### Risque particulier
Dans plusieurs parties du territoire national, le radon, accumulé dans certains logements ou autres locaux, peut constituer une source significative d’exposition de la population aux rayonnements ionisants. Certaines communes du département sont concernées par le risque radon à un niveau plus ou moins élevé. Selon la classification de 2018, la commune de Saint-Aventin est classée en zone 2, à savoir zone à potentiel radon faible mais sur lesquelles des facteurs géologiques particuliers peuvent faciliter le transfert du radon vers les bâtiments.

## Histoire
Ancien lieu de passage du pèlerinage de Saint-Jacques-de-Compostelle (chemin du Piémont).

## Politique et administration

### Administration municipale
Le nombre d'habitants au recensement de 2011 étant compris entre 0 et 99, le nombre de membres du conseil municipal pour l'élection de 2014 est de sept,.

### Rattachements administratifs et électoraux
Commune faisant partie de la huitième circonscription de la Haute-Garonne, de la communauté de communes des Pyrénées Haut-Garonnaises et du canton de Bagnères-de-Luchon avant le 1er janvier 2017 Saint-Aventin faisait partie de la communauté de communes du Pays de Luchon.

### Liste des maires
| Période                                  | Période   | Identité           | Étiquette | Qualité  |
| ---------------------------------------- | --------- | ------------------ | --------- | -------- |
| juin 1995                                | mars 2014 | Léon Tine          |           |          |
| mars 2014                                | 2020      | Jean-Claude Bordes | SE        | Retraité |
| 2020                                     | En cours  | Jean-Claude Tiné   |           |          |
| Les données manquantes sont à compléter. |           |                    |           |          |

## Population et société

### Démographie
L'évolution du nombre d'habitants est connue à travers les recensements de la population effectués dans la commune depuis 1793. Pour les communes de moins de 10 000 habitants, une enquête de recensement portant sur toute la population est réalisée tous les cinq ans, les populations de référence des années intermédiaires étant quant à elles estimées par interpolation ou extrapolation. Pour la commune, le premier recensement exhaustif entrant dans le cadre du nouveau dispositif a été réalisé en 2008.

En 2022, la commune comptait 63 habitants, en évolution de −32,98 % par rapport à 2016 (Haute-Garonne : +8,02 %, France hors Mayotte : +2,11 %).
| 1793 | 1800 | 1806 | 1821 | 1831 | 1836 | 1841 | 1846 | 1851 |
| ---- | ---- | ---- | ---- | ---- | ---- | ---- | ---- | ---- |
| 242  | 176  | 259  | 340  | 386  | 394  | 400  | 415  | 410  |

| 1856 | 1861 | 1866 | 1872 | 1876 | 1881 | 1886 | 1891 | 1896 |
| ---- | ---- | ---- | ---- | ---- | ---- | ---- | ---- | ---- |
| 390  | 410  | 360  | 325  | 320  | 302  | 295  | 282  | 284  |

| 1901 | 1906 | 1911 | 1921 | 1926 | 1931 | 1936 | 1946 | 1954 |
| ---- | ---- | ---- | ---- | ---- | ---- | ---- | ---- | ---- |
| 283  | 288  | 291  | 228  | 224  | 208  | 200  | 195  | 162  |

| 1962 | 1968 | 1975 | 1982 | 1990 | 1999 | 2006 | 2008 | 2013 |
| ---- | ---- | ---- | ---- | ---- | ---- | ---- | ---- | ---- |
| 128  | 155  | 149  | 115  | 98   | 95   | 90   | 88   | 100  |

| 2018 | 2022 | - | - | - | - | - | - | - |
| ---- | ---- | - | - | - | - | - | - | - |
| 66   | 63   | - | - | - | - | - | - | - |

| selon la population municipale des années : | 1968 | 1975 | 1982 | 1990 | 1999 | 2006 | 2009 | 2013 |
| Rang de la commune dans le département      | 320  | 324  | 446  | 462  | 468  | 485  | 495  | 479  |
| Nombre de communes du département           | 592  | 582  | 586  | 588  | 588  | 588  | 589  | 589  |

### Enseignement
Saint-Aventin fait partie de l'académie de Toulouse.

### Culture et festivités
Panthéon pyrénéen, fête du village, fêtes du feu du solstice d'été dans les Pyrénées.

### Activités sportives
Chasse, randonnée pédestre, ski

### Écologie et recyclage
La collecte et le traitement des déchets des ménages et des déchets assimilés ainsi que la protection et la mise en valeur de l'environnement se font dans le cadre de la communauté de communes du Pays de Luchon.

#### Protection environnementale
La zone Natura 2000 de la Haute Vallée de la Pique est classée en zone spéciale de conservation (en référence à la Directive Habitats) depuis 2007 ; avec une superficie de 8 251 hectares, elle s'étend sur une partie de la commune de Saint-Aventin.
La zone Natura 2000 des Vallées du Lis, de la Pique et d'Oô est classée en zone de protection spéciale (en référence à la Directive Oiseaux) depuis 2006 ; avec une superficie de 10 515 hectares, elle s'étend sur une partie de la commune de Saint-Aventin.
Ces deux zones Natura 2000 se superposent sur une grande partie de leur superficie.

## Économie

### Emploi
|                | 2008  | 2013  | 2018  |
| -------------- | ----- | ----- | ----- |
| Commune        | 5,6 % | 9,2 % | 0 %   |
| Département    | 7,7 % | 9,6 % | 9,3 % |
| France entière | 8,3 % | 10 %  | 10 %  |

En 2018, la population âgée de 15 à 64 ans s'élève à 38 personnes, parmi lesquelles on compte 73,7 % d'actifs (73,7 % ayant un emploi et 0 % de chômeurs) et 26,3 % d'inactifs,. Depuis 2008, le taux de chômage communal (au sens du recensement) des 15-64 ans est inférieur à celui de la France et du département.
La commune fait partie de la couronne de l'aire d'attraction de Bagnères-de-Luchon, du fait qu'au moins 15 % des actifs travaillent dans le pôle,. Elle compte 44 emplois en 2018, contre 52 en 2013 et 47 en 2008. Le nombre d'actifs ayant un emploi résidant dans la commune est de 28, soit un indicateur de concentration d'emploi de 156,2 % et un taux d'activité parmi les 15 ans ou plus de 47,5 %.
Sur ces 28 actifs de 15 ans ou plus ayant un emploi, 8 travaillent dans la commune, soit 29 % des habitants. Pour se rendre au travail, 89,3 % des habitants utilisent un véhicule personnel ou de fonction à quatre roues, 7,1 % les transports en commun, 3,6 % s'y rendent en deux-roues, à vélo ou à pied et.

### Activités hors agriculture
28 établissements sont implantés  à Saint-Aventin au 31 décembre 2019. Le tableau ci-dessous en détaille le nombre par secteur d'activité et compare les ratios avec ceux du département,.
Le secteur du commerce de gros et de détail, des transports, de l'hébergement et de la restauration est prépondérant sur la commune puisqu'il représente 35,7 % du nombre total d'établissements de la commune (10 sur les 28 entreprises implantées  à Saint-Aventin), contre 25,9 % au niveau départemental.

### Agriculture
|               | 1988 | 2000 | 2010 | 2020 |
| ------------- | ---- | ---- | ---- | ---- |
| Exploitations | 8    | 5    | 1    | 1    |
| SAU (ha)      | 90   | 59   | 5    | 7    |

La commune est dans les « Pyrénées centrales », une petite région agricole occupant le sud du département de la Haute-Garonne, massif montagneux où s’étagent les vallées profondes, la forêt et les zones intermédiaires, les estives. En 2020, l'orientation technico-économique de l'agriculture  sur la commune est l'élevage d'ovins ou de caprins. Une seule  exploitation agricole ayant son siège dans la commune est recensée lors du recensement agricole de 2020 (huit en 1988). La superficie agricole utilisée est de 7 ha,,.

## Culture locale et patrimoine

### Lieux et monuments
- L'église romane Saint-Aventin des XIe et XIIe siècles, à deux clochers, possède un porche orné de sculptures, des chapiteaux historiés avec des scènes de la vie et du martyre de saint Aventin. Les murs extérieurs portent de nombreux remplois de stèles et d'autels païens dédiés à des dieux pyrénéens, dont Abellio et Aherbelst. À l'intérieur, se trouvent des peintures monumentales, une cuve baptismale et une grille d'autel en fer forgé. L'église est classée monument historique depuis 1840[56].

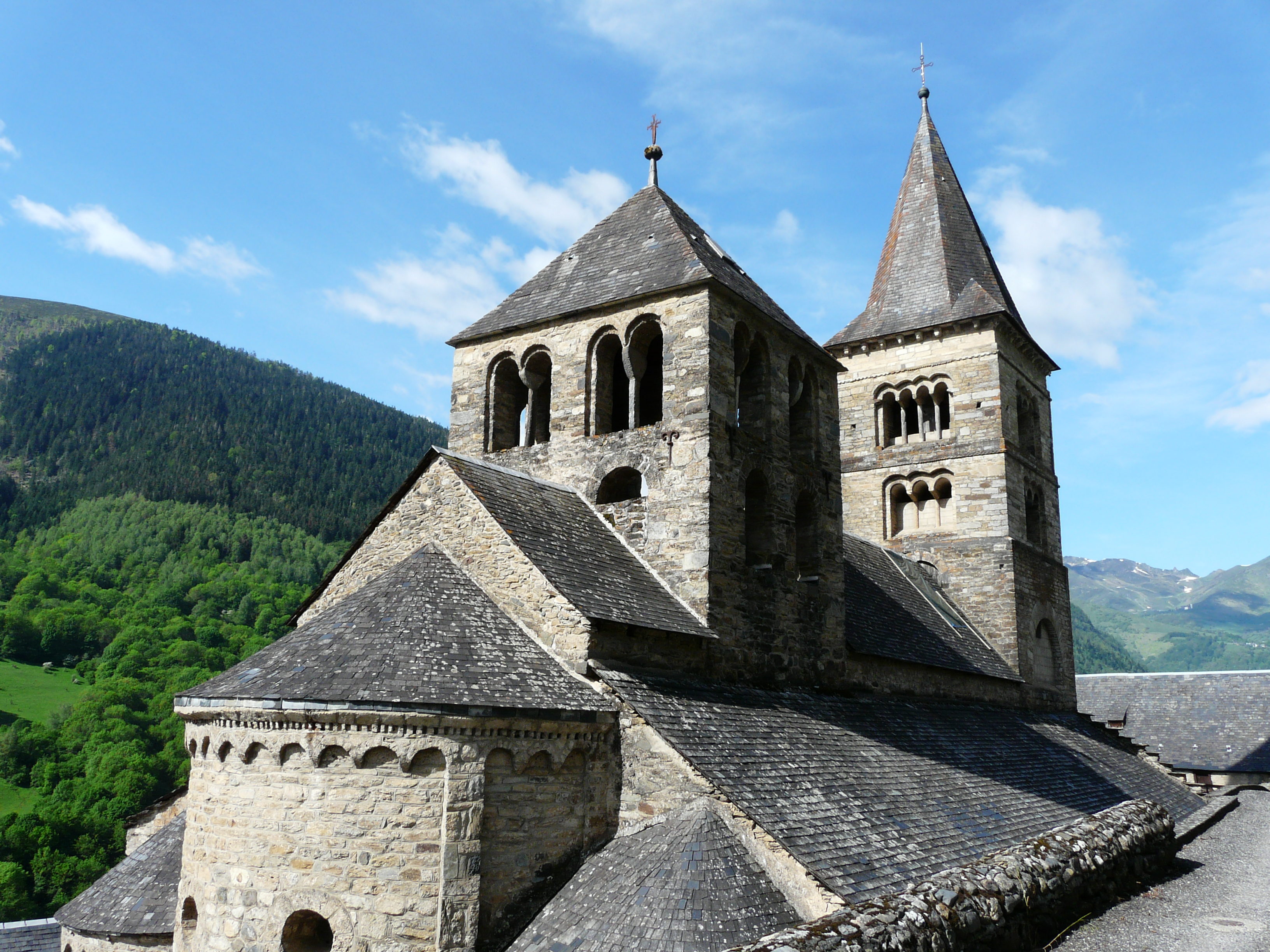
L'église Saint-Aventin.
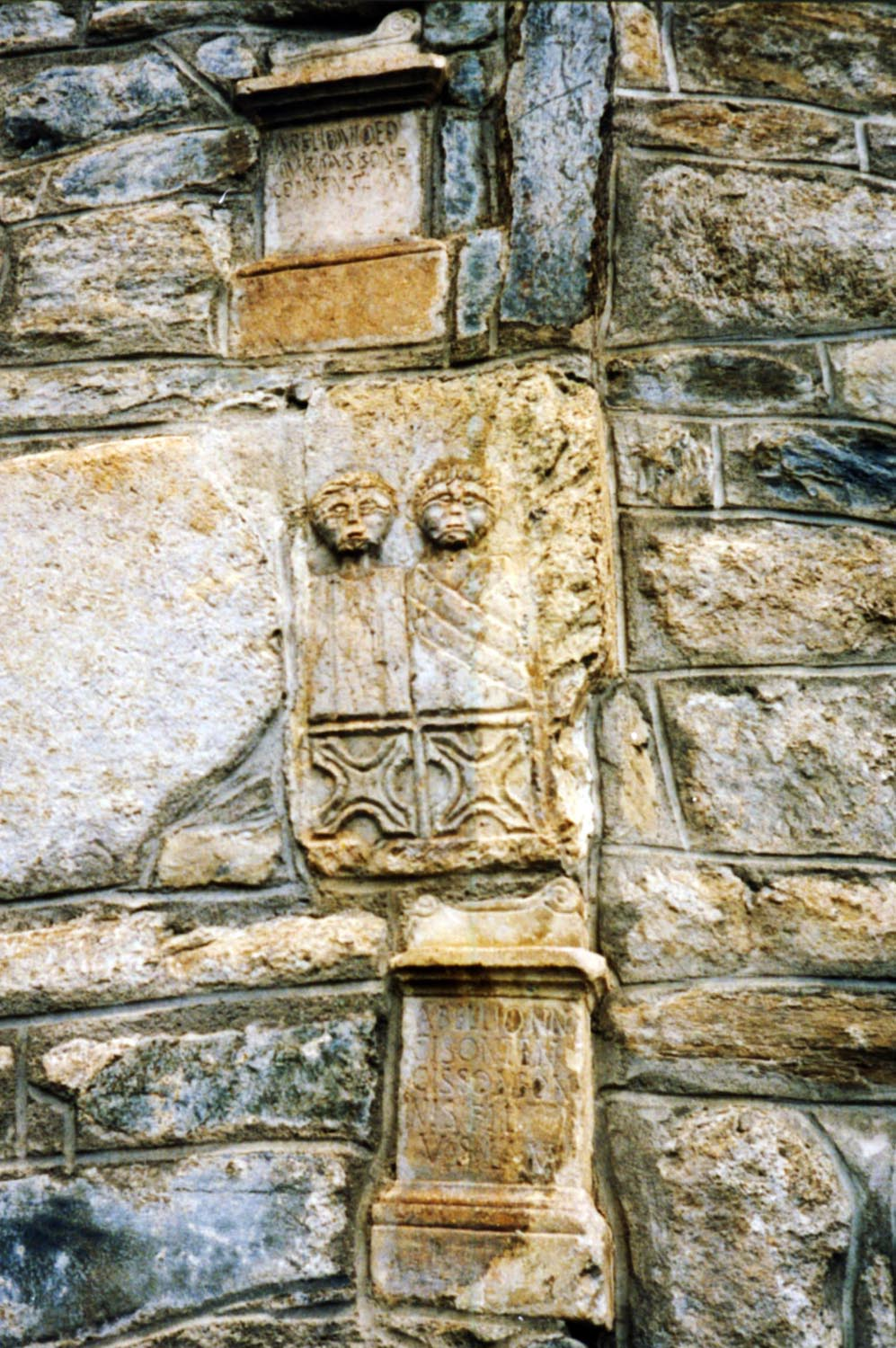
Deux autels votifs au dieu Abellio encadrant le cippe funéraire d'un couple.
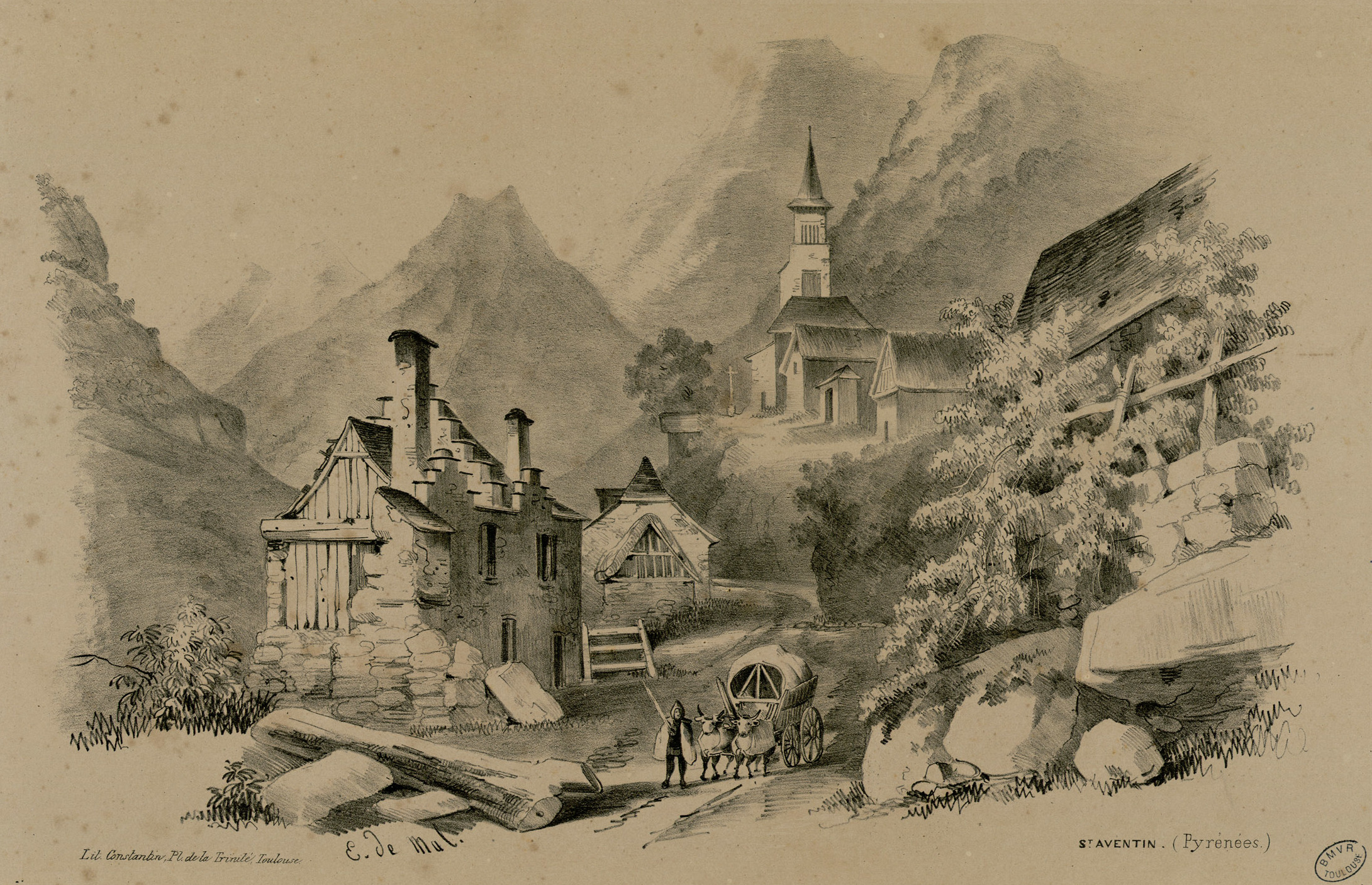
Saint Aventin vers 1840, par Eugène de Malbos.
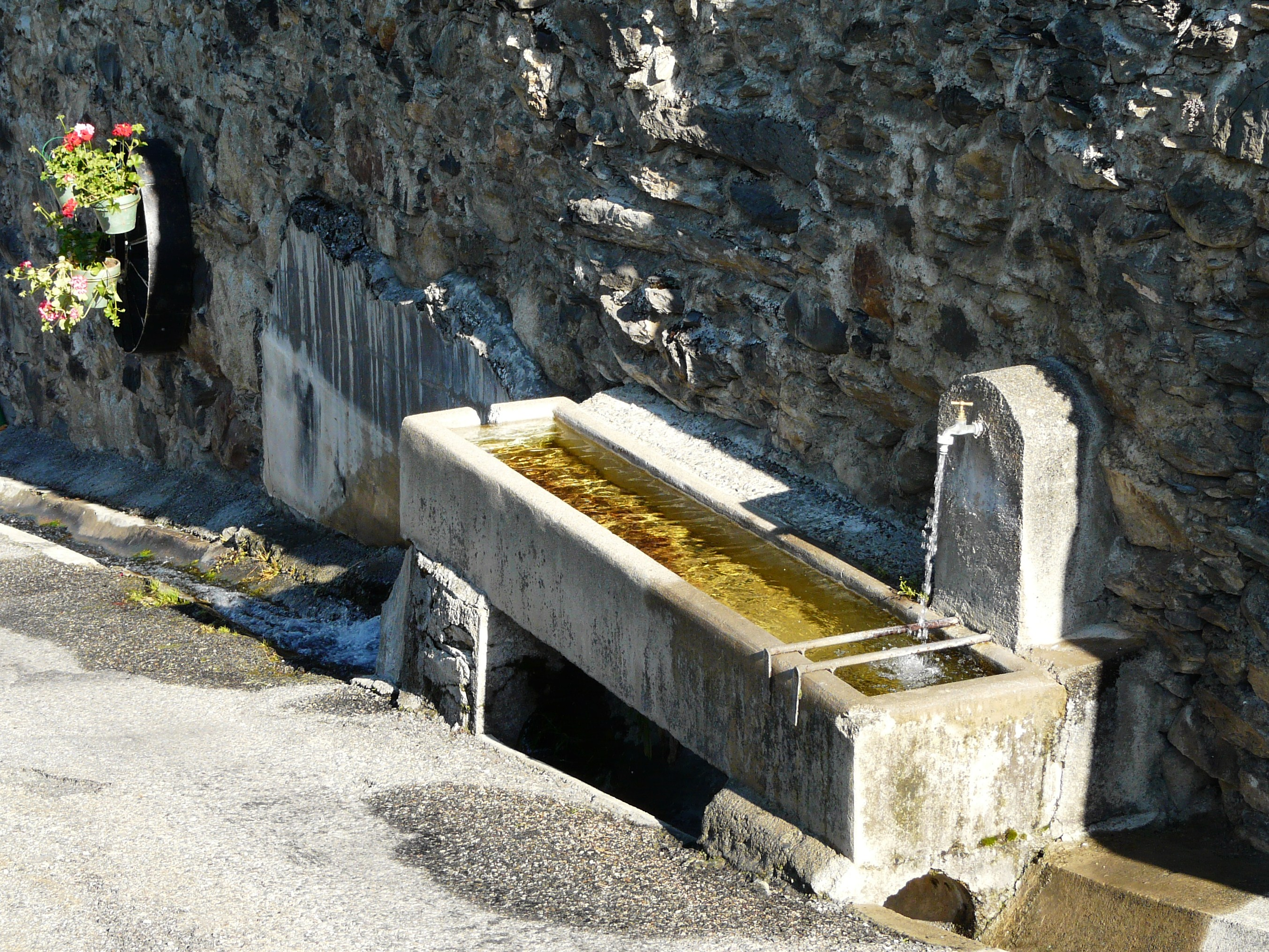
Une fontaine abreuvoir
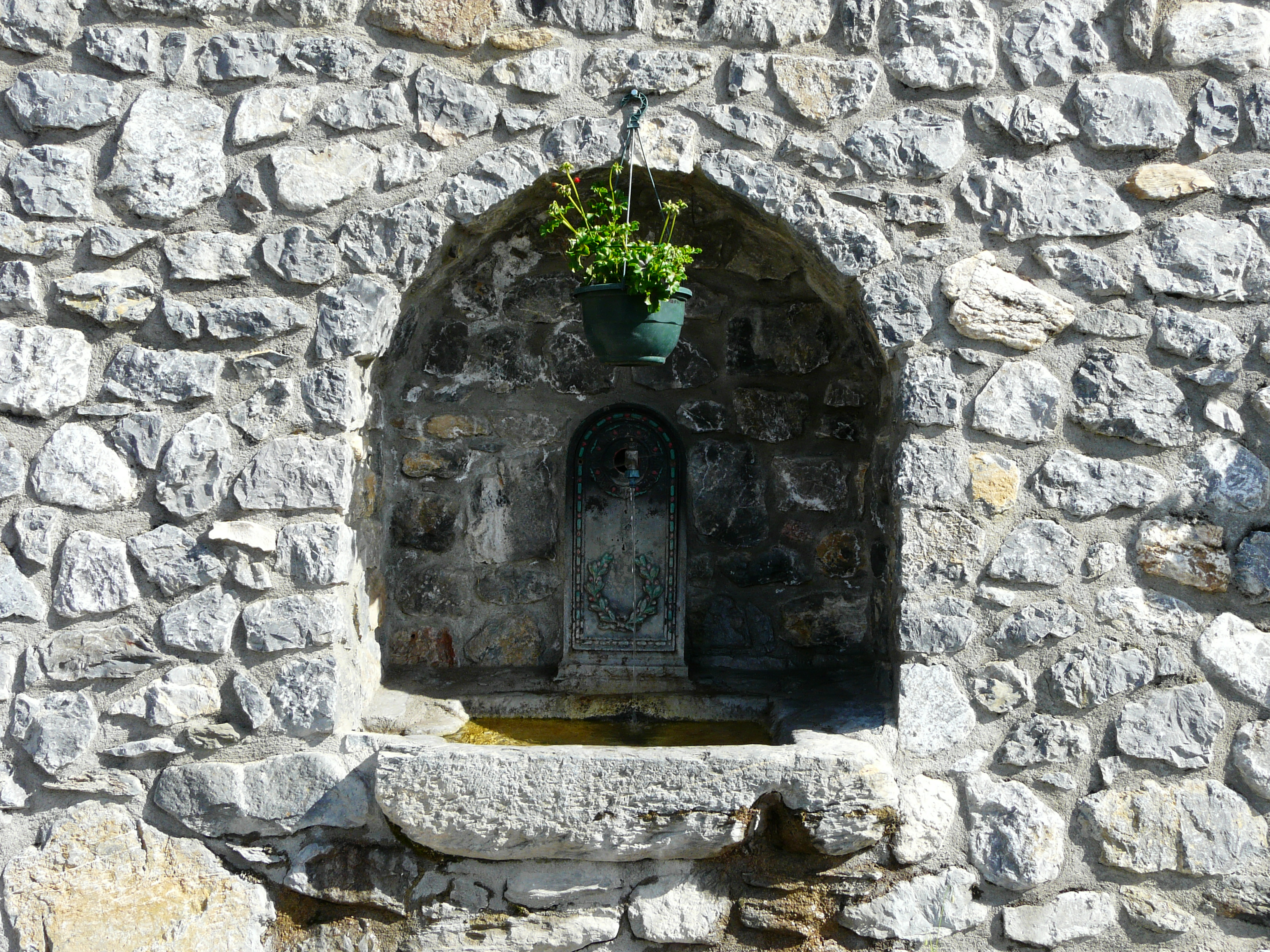
Une fontaine placée dans une niche
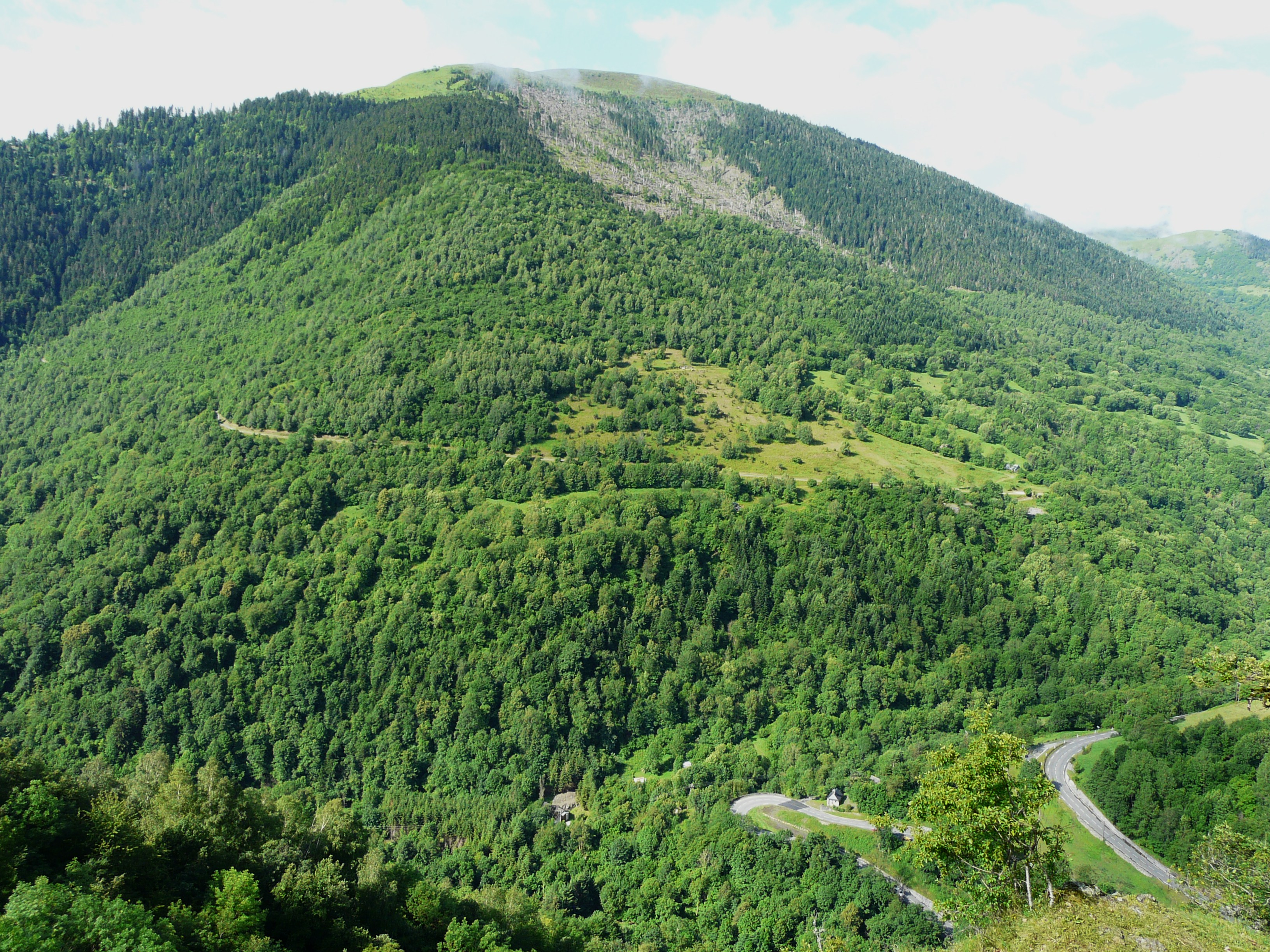
La vallée de l'One et la chapelle de Saint-Aventin vues depuis la tour de Castel Blancat
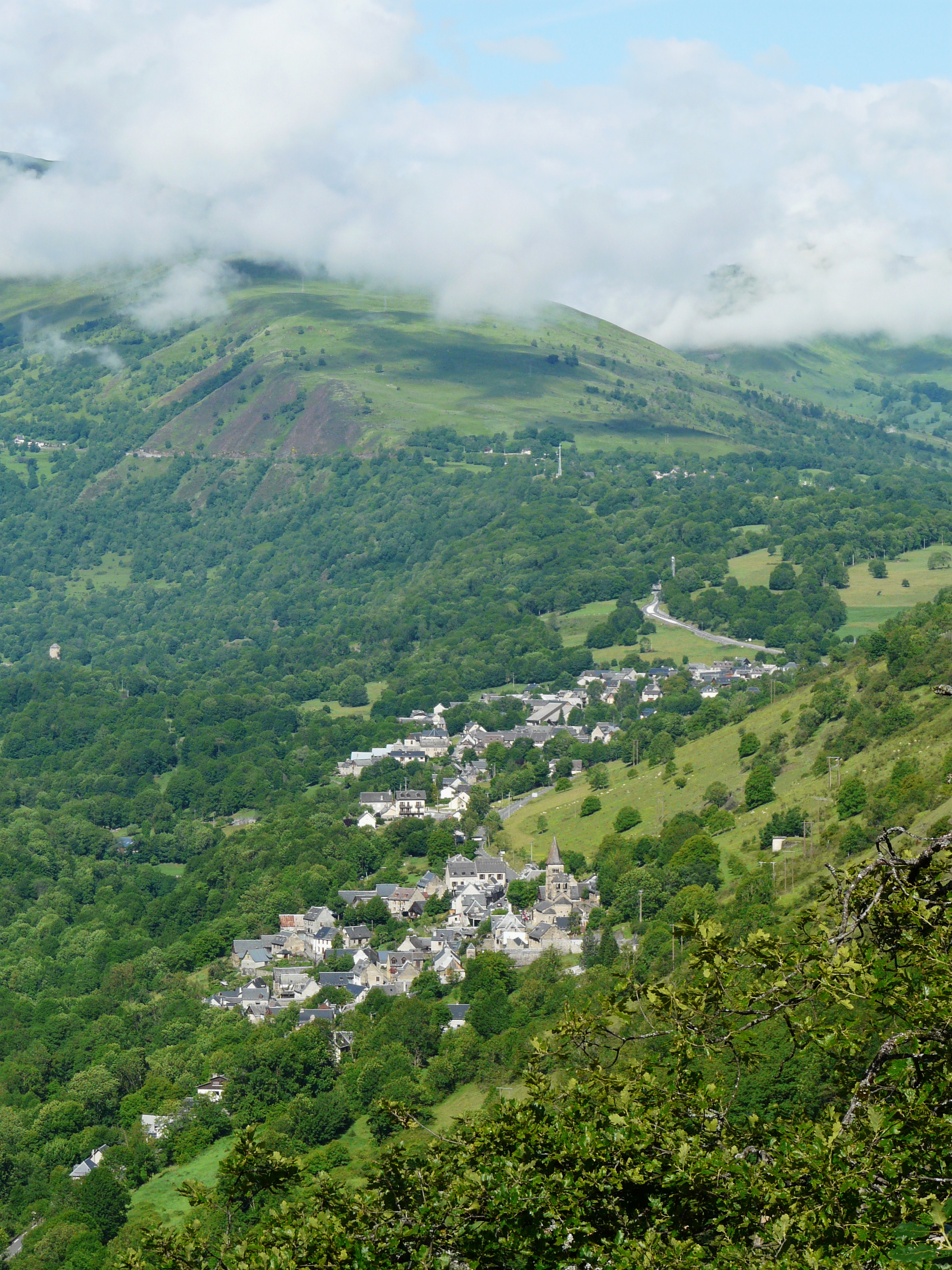
Les villages de Saint-Aventin, de Castillon-de-Larboust et de Cazeaux-de-Larboust vus depuis la tour de Castel Blancat
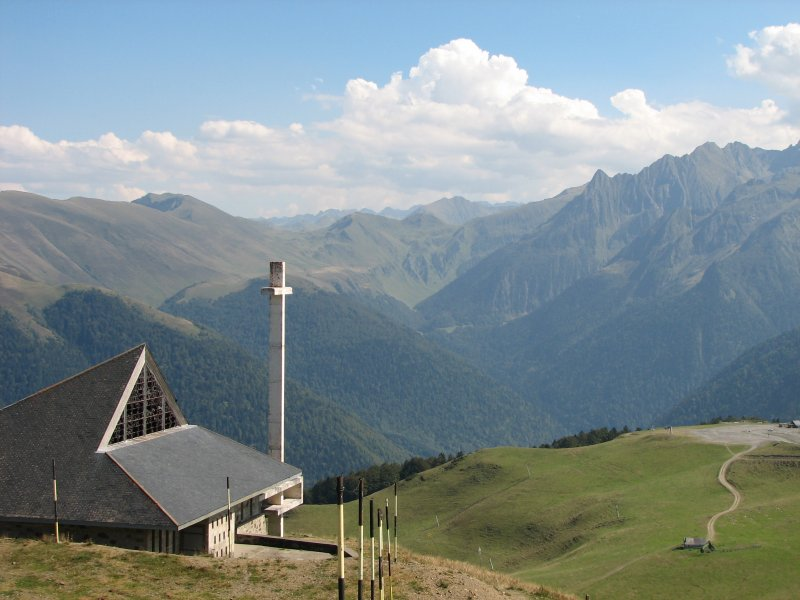
L'ancienne chapelle Notre-Dame-des-Neiges de Superbagnères en 2007
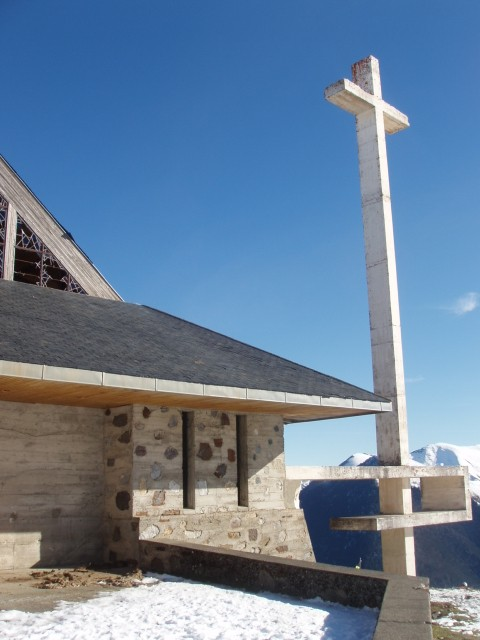
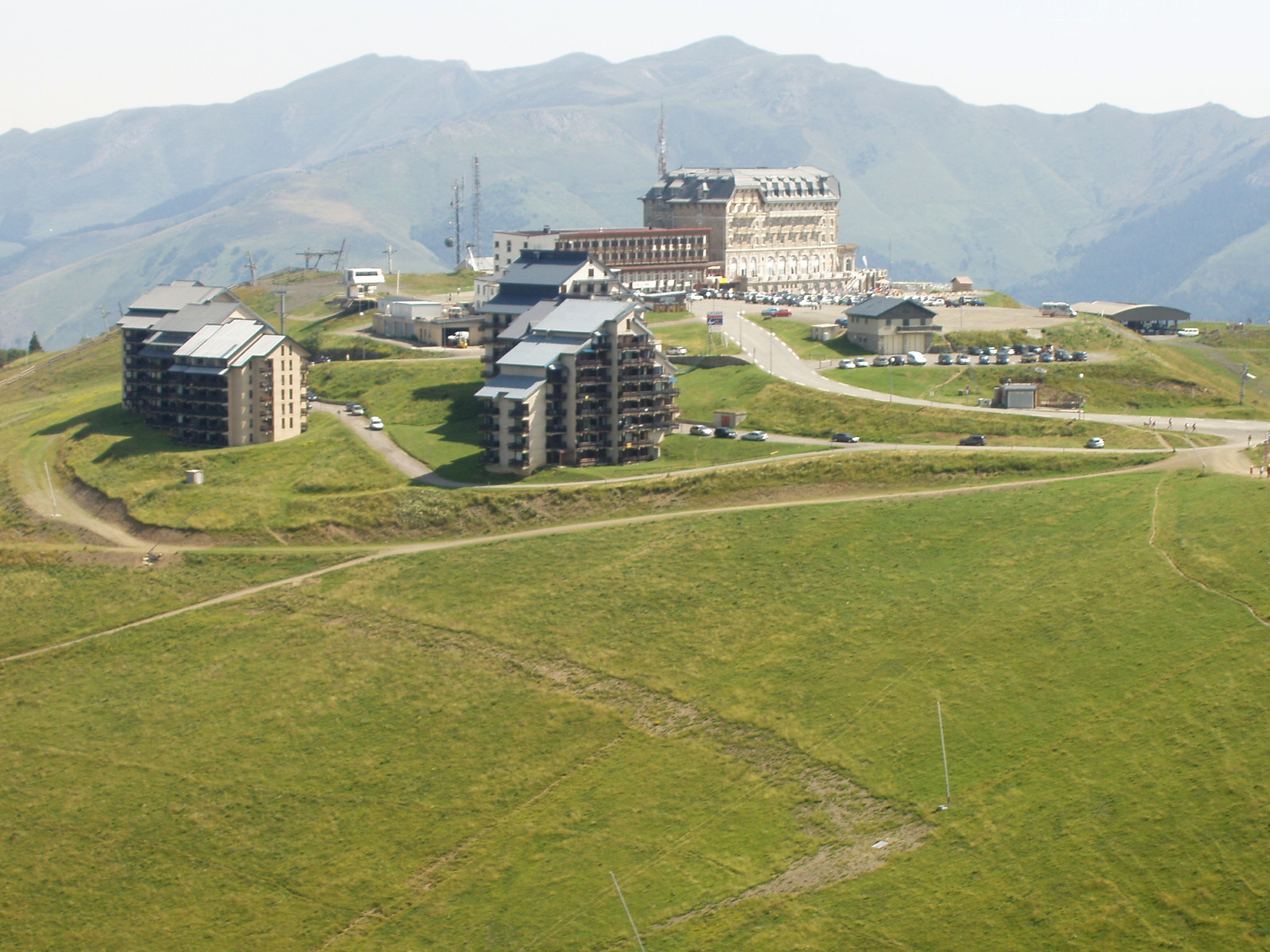
La station de ski de Luchon-Superbagnères en 2008

- Chapelle Notre-Dame-des-Neiges de Superbagnères, construite de 1966 à 1967, elle a été vendu par la commune en 2015 à un acquéreur qui a fait de la chapelle un restaurant et salon de thé[57].
- La vallée du Lis (ou du Lys).
- Superbagnères.
- Col de Peyresourde
- La chapelle de Saint-Aventin.

### Personnalités liées à la commune

#### Légende de saint Aventin
Saint Aventin était un ermite du VIIIe siècle. Sa légende, encore très vivace, dit qu'il réalisa de nombreux miracles. Fait prisonnier par les envahisseurs sarrasins, il fut enfermé dans la tour de Castel-Blancat, à peu de distance du village (sur l'actuelle commune de Saccourvielle). S'étant délivré de ses liens, il sauta du haut de la tour, traversa toute la vallée et retomba sans mal de l'autre côté, imprimant l'empreinte de son pied dans une pierre. Cette pierre est toujours visible, sur le seuil de la chapelle du Miracle édifiée à cet emplacement. Repris, Aventin fut décapité. Il ramassa sa tête et marcha jusqu'au lieu où serait son tombeau. Des siècles plus tard, cet emplacement fut révélé à un berger. On mit les restes d'Aventin sur un traîneau tiré par des vaches, qui s'arrêtèrent à l'endroit où se trouve maintenant le village de Saint-Aventin. Le culte de saint Aventin s'est diffusé dans le val d'Aran et le haut Aragon. Pour sa fête, le 13 juin, le pèlerinage attirait des foules venues en particulier de Bénasque, du moins jusqu'à la Révolution qui mit fin à ces festivités. Selon la tradition, dans une épidémie de peste qui ravageait leur contrée, les Bénasquais s'étaient placés sous la protection de saint Aventin et le fléau avait disparu.

### Héraldique
| Blason de Saint-Aventin | Blason  | Écartelé : au 1er de gueules au buste de saint Aventin d'argent, chevelé et barbé de sable, vêtu et auréolé d'or, au 2e d'argent (ou d'azur) à une tête et col de taureau de sable et accornée d'argent, au 3e de sable à un ours passant d'argent, au 4e de gueules à une tour d'or ouverte et ajourée de sable. |
| Blason de Saint-Aventin | Détails | Le statut officiel du blason reste à déterminer. |